# زلزال الساحل السوري 859
زلزال الساحل السوري 859 هو زلزال ضرب ساحل البحر الأبيض المتوسط في سوريا في عام 859 أو 860 (الموافق لسنة 245 هجرية)، وتسبب في تدمير مدينة اللاذقية ومدينة جبلة بشكل كامل تقريبًا، كما تسبب في إلحاق أضرار جسيمة بمدينة أنطاكية وأدى إلى سقوط العديد من القتلى.

## الروايات التاريخية
هُناك أراء متضاربة حول التاريخ الدقيق لحدوث زلزال الساحل السوري، فبينما يُرجّح معظم المؤرخين وقوعه في شهر شوال من العام الهجري 245، والذي وافق للفترة ما بين يومي 30 ديسمبر (كانون الأول) 859 و29 يناير (كانون الثاني) 860، قدّرت العديد من المصادر التاريخية الأخرى أنّ زلزال الساحل السوري وقع في الفترة ما بين 8 أبريل (نيسان) 859 و27 مارس (أذار) 860. وقد أثر الزلزال الذي ضرب الساحل السوري في عام 859، وفقًا للروايات التاريخية، على منطقة كبيرة من أراضي سوريا والعراق والأناضول (آسيا الصغرى)، وشبه الجزيرة العربية، ومصر، وفلسطين شملت مدن عكا، وأضنة، وأنطاكية، وبغداد، وباليسوم، وبوكا، والحرانة، وحمص، والسويدية، ومداتينوم، ومريسة، ورسوليكوم، ويوتي. في مدينة أنطاكية استمرت الهزات الارتدادية لعدة أشهر بعد وقوع الزلزال. تتحدّث معظم الروايات التاريخية عن زلزال هائل خلف الكثير من القتلى بالإضافة إلى خسائر مادية فادحة، ولكن من المُحتمل أن تلك الروايات قد خلطت بين أثار أكثر من زلزال في سرد واحد لزلزال كبير واحد.

## الخسائر
تسبّب زلزال عام 859 على الساحل السوري في حدوث أضرار جسيمة بالمنطقة، وكانت مدينتا اللاذقية وجبلة الساحليتان هما الأكثر تضررًا، حيث تعرضت كل منهما للتدمير بالكامل تقريبًا، كما تأثرت مدينة أنطاكية الواقعة في الشمال بالزلزال وعانت من خسائر جسيمة، حيث تم تدمير 1500 مبنى كبير وانهيار ما بين 70 و190 برجًا من الأبراج التي كانت قائمة في ذلك الوقت على أسوار المدينة.
تذكر بعض الروايات والمصادر التاريخية أن الزلزال قد تسبب في انهيار جزء من الجبل الأقرع وسقوطه في البحر، بل ذهب المؤرخ السيوطي، والذي عاش في القرن السادس عشر، للقول بأن الزلزال قد حطم جبلًا بأكمله كان يقع في محيط مدينة أنطاكية، وقد سقطت بقايا الجبل في البحر الأبيض المتوسط، وأخذت معها 1005 منزلاً و90 قرية من القرى والمنازل القائمة على الساحل. يُشكّك البعض في مصداقية هذه الروايات نظرًا لكون الحقائق فيها مشوشة، ومع ذلك تظهر نفس الرواية عن الجبل المحطم مرة أخرى في كتابات الطبري الذي عاش ما بين القرن التاسع والقرن العاشر، وكذلك في كتابات المؤرخ جورج الماسين الذي عاش في القرن الثالث عشر، وكتايات بار هيبرايوس الذي عاش في القرن الثالث عشر. ووفقًا للروايات التي تصف انهيار الجبل الأقرع وسقوطه في البحر بفعل الزلزال، فقد أعقب ذلك الزلزال انسحاب البحر من الساحل وعودة المياه مندفعة إلى الشواطئ، وهو ما يُحتمل أن يكون وصفًا لموجة تسونامي، وقد وصف المؤرخ جورج كدرينوس الذي عاش في القرن الحادي عشر حدثً مُشابه لوصف لتسونامي عام 551.